# Transatlantikliner

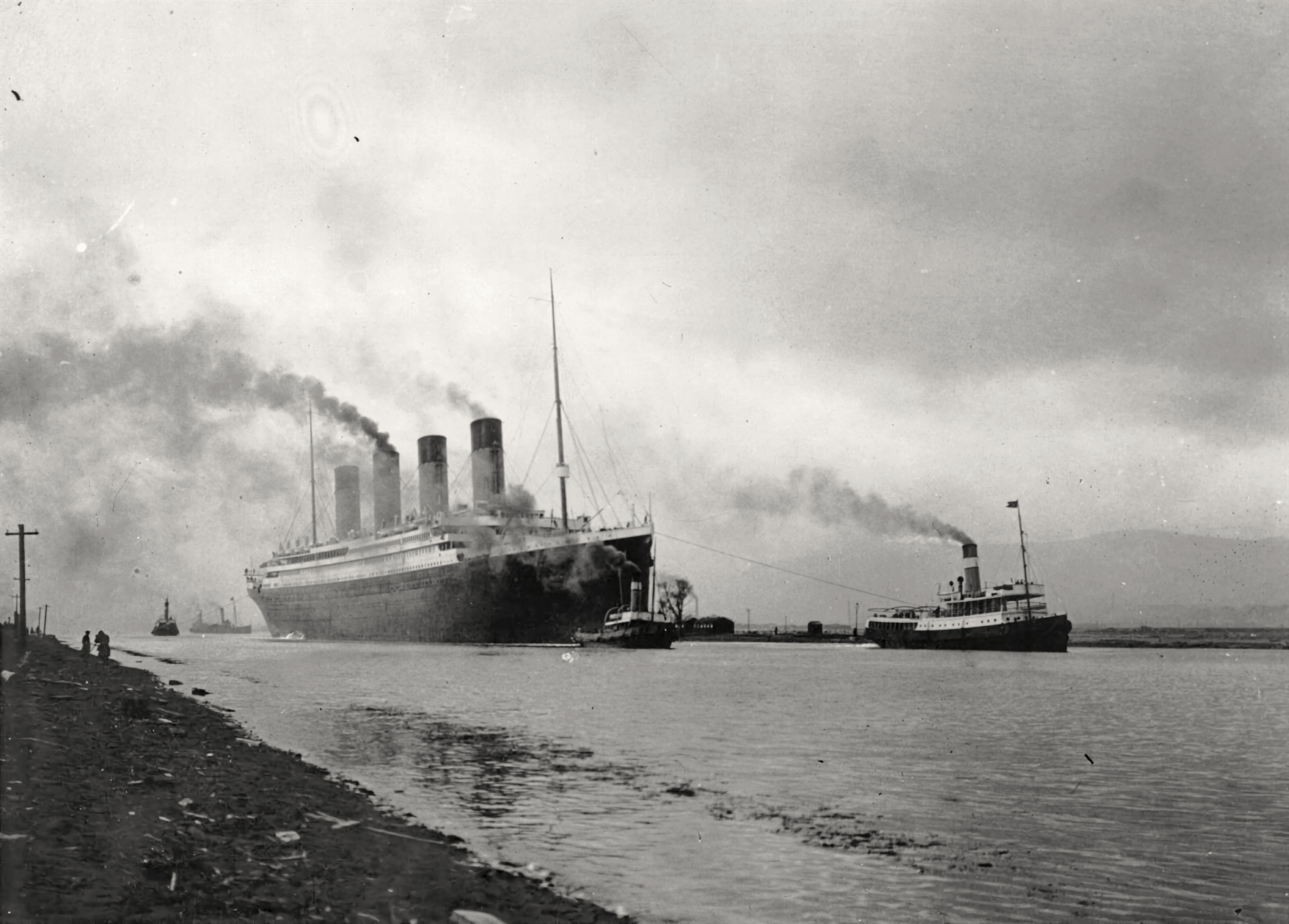
Die Titanic im April 1912. Sie wurde spätestens durch ihr Sinken durch einen Eisberg einer der bekanntesten Atlantikliner. Ihr Unglück steht als Beispiel dafür, wie man sich heute eine Schiffskatastrophe vorstellt.

Unter einem Transatlantikliner (häufig verkürzt Atlantikliner) versteht man allgemein ein im Liniendienst eingesetztes Passagierschiff, das zwischen Europa und Amerika Passagiere und auch Fracht und insbesondere Post beförderte. Im engeren Sinn bezeichnet der Begriff vor allem solche Schiffe, die auf der Nordatlantikroute zwischen europäischen Häfen und New York verkehrten bzw. verkehren. Da die Verbindung zwischen den USA und Europa bereits seit dem 19. Jahrhundert eine besonders hohe Bedeutung besaß, handelte es sich bei den jeweils neuesten Linern häufig um die größten und technisch innovativsten Schiffe ihrer Zeit.
Mit der Entwicklung des Passagierflugzeuges ab etwa 1960 nahm die Bedeutung des Schiffslinienverkehrs zwischen Europa und Amerika ab. Moderne touristische Kreuzfahrtschiffe befahren auch diese Routen weiter und nutzen dabei das hohe Prestige und die Bekanntheit vieler historischer Transatlantikliner (wie der Titanic). Das einzige auch technisch als Transatlantikliner konzipierte Schiff ist heute die Queen Mary 2 der britischen Cunard Line.

## Geschichte

### Von den Anfängen bis zum Ersten Weltkrieg

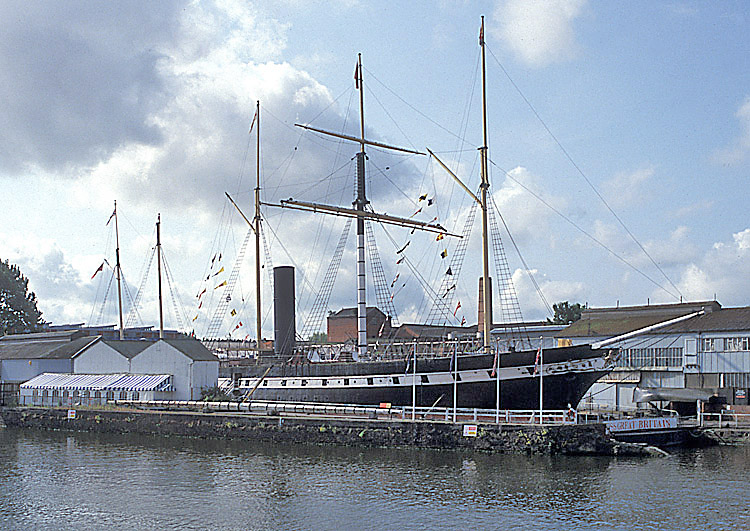
Die als Museumsschiff erhaltene Great Britain von 1845

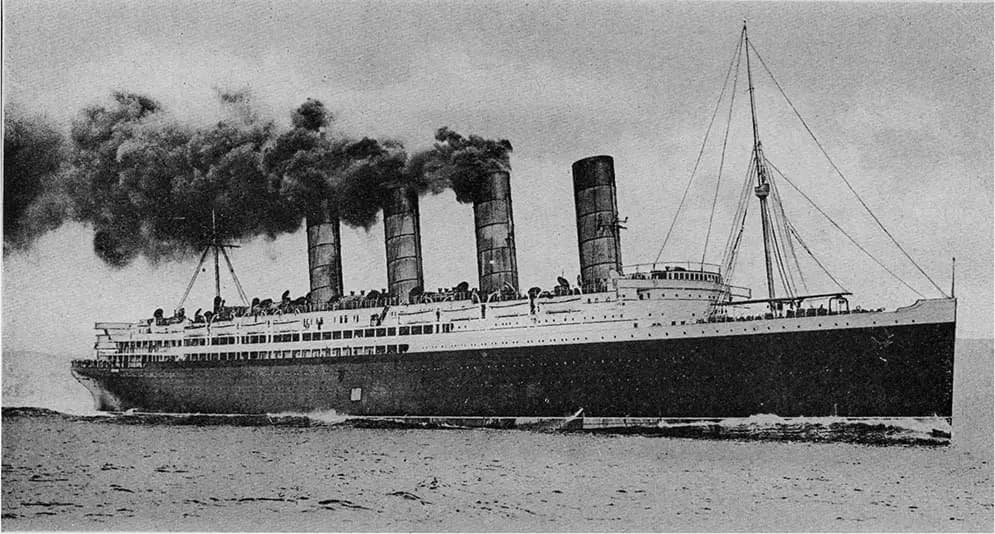
Die Lusitania, die 1907 neue Maßstäbe im Passagierschiffbau setzte

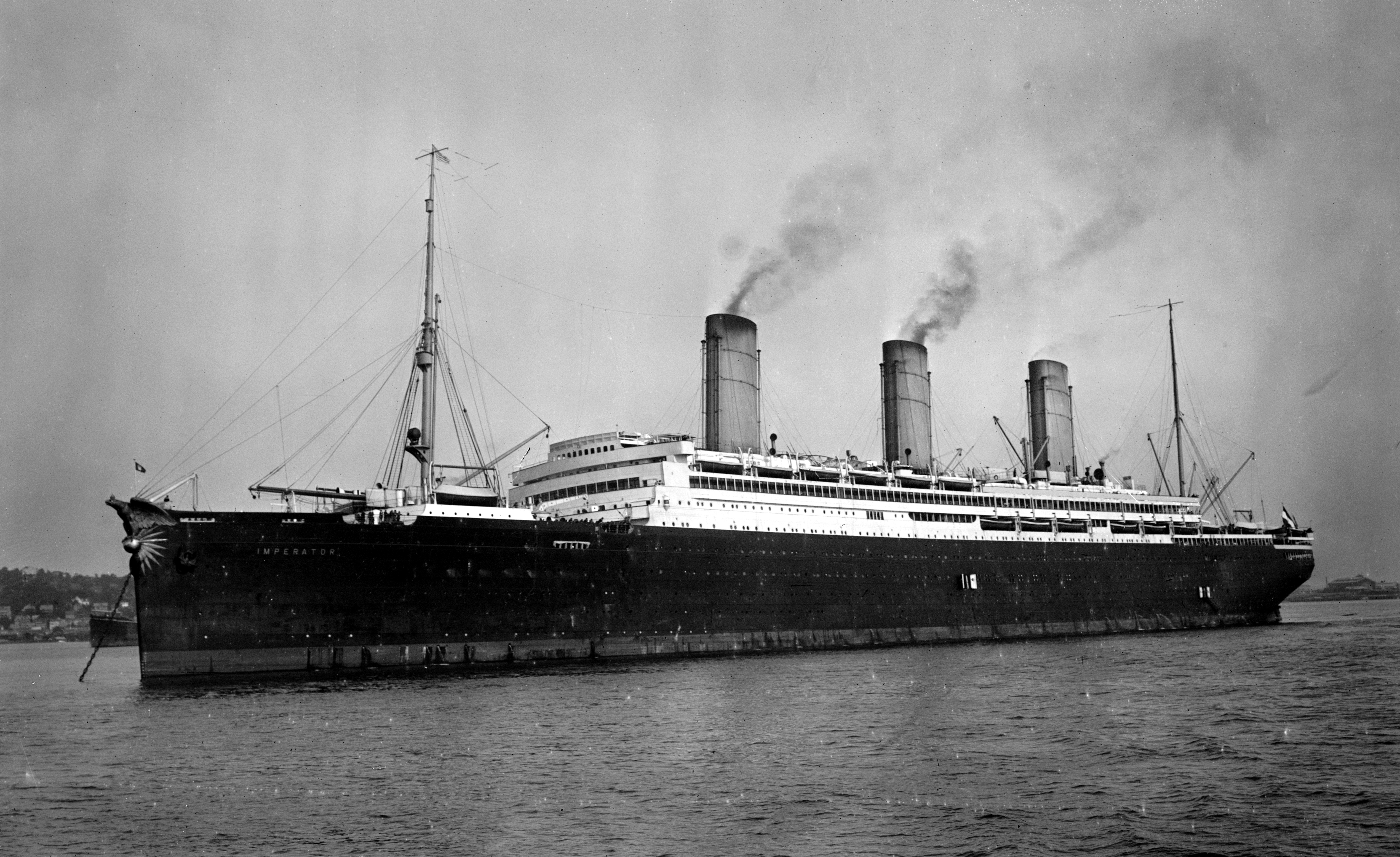
Der Hapag-Dampfer Imperator

Mit dem raschen industriellen Aufschwung der Vereinigten Staaten etwa ab der Mitte des 19. Jahrhunderts wuchs die Bedeutung des atlantischen Verkehrswegs zwischen Amerika und Europa sprunghaft an: Seine Bedeutung lag zum einen in der zunehmenden Zahl wohlhabender Handelsreisender und zum anderen in den großen Auswanderungswellen, in denen Hunderttausende ihre europäische Heimat verließen, um in Amerika eine neue Existenz aufzubauen. Getragen wurde diese Entwicklung von der Konstruktion der Dampfmaschine, die einen fahrplanmäßigen, von wechselnden Windverhältnissen unabhängigen Schiffsverkehr ermöglichte und zudem höhere Reisegeschwindigkeiten erlaubte.
Der kanadische Geschäftsmann Samuel Cunard bot mit zunächst noch kleinen und spartanisch ausgestatteten Raddampfern mit Hilfsbesegelung die ersten Liniendienste an.
Zunächst konkurrenzlos, begannen sich einige Jahre später die USA mit der Collins Line am transatlantischen Wettbewerb zu beteiligen, was zu einem raschen Anstieg der Schiffsgrößen, der Pracht der Ausstattung und der Reisegeschwindigkeit führte. Mit der steigenden Zuverlässigkeit der Dampfmaschinen und dem gegenüber dem Schaufelrad effizienteren Schiffspropeller wurde die Hilfsbesegelung ab etwa 1880 zunehmend unnötig, was zu einem weiteren Schub bei der Entwicklung der Schiffsgröße führte. Dieser Fortgang erfuhr erst mit dem Ausbruch des Ersten Weltkriegs ein vorläufiges Ende. Bis dahin gehörten neben Großbritannien und den USA auch Deutschland, Frankreich und Italien zu den Nationen, die transatlantische Schifffahrtslinien unterhielten und sich einen zunehmenden technischen Konkurrenzkampf lieferten. Zu den bekanntesten Schiffen des frühen 20. Jahrhunderts gehörten beispielsweise die Lusitania und ihr Schwesterschiff Mauretania, die Olympic und der deutsche Imperator.
Diese Schiffe waren mit Abmessungen von rund 250 Metern Länge, einer BRT-Zahl von etwa 35.000 bis 50.000 und einer Kapazität von mehreren tausend Passagieren gewaltige technische Projekte und Aushängeschild der industriellen Fertigkeiten ihrer Nationen. Mit ihnen war deshalb ein heute kaum mehr nachvollziehbares Prestige und große öffentliche Aufmerksamkeit verbunden. Da die jeweils größten und modernsten Liner den neuesten Stand der Technik repräsentierten, galten diese Schiffe häufig als unsinkbar – ein Mythos, der erst 1912 durch den Untergang der Titanic erschüttert wurde. Die Tragödie der Lusitania, die 1915 vor Irland von einem U-Boot torpediert wurde und 1200 Menschen mit in den Tod riss, beendete dann endgültig das erste große Kapitel der transatlantischen Passagierschifffahrt.

### Die Blüte der 1920er und 1930er Jahre

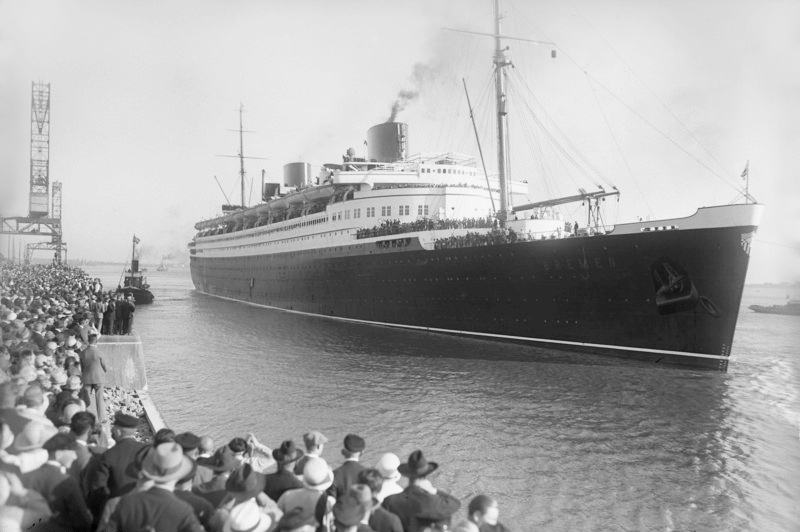
Der deutsche Schnelldampfer Bremen

Die französische Normandie

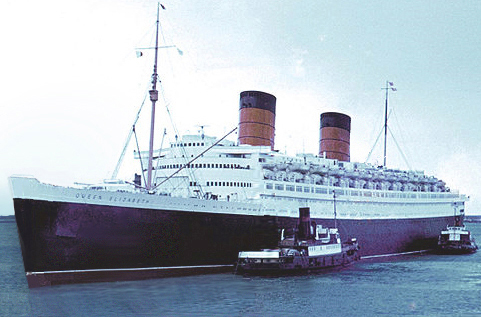
Die Queen Elizabeth, der größte jemals gebaute Liner

Nach dem Krieg erholte sich die Passagierschifffahrt auf dem Atlantik nur zögernd. Erst mit dem Aufschwung der 1920er Jahre wurden wieder größere Neubauten in Angriff genommen. Die größte technische Neuerung lag in der Ölfeuerung, die die bis 1914 standardmäßig praktizierte Kohlefeuerung der Schiffe ersetzte. Dadurch steigerte sich die Effizienz der Schiffsmaschinen spürbar, was noch höhere Reisegeschwindigkeiten ermöglichte. An die Stelle der Auswandererklasse („Zwischendeck“) trat die Touristenklasse, die komfortable, aber dennoch preisgünstige Überfahrten für die stets wachsende Zahl an Urlaubsreisenden bot. Zu den innovativen Neubauten der Zeit gehörten insbesondere die französische Île de France von 1927 und die deutschen Schwesterschiffe Bremen und Europa von 1929. Neue Maßstäbe setzte dabei insbesondere ihre Innenausstattung: Während ältere Schiffe bemüht waren, historische Stilrichtungen nachzuahmen, entwickelten die neueren Liner eine eigene Innenarchitektur, die stark durch den Stil des Art déco beeinflusst wurde.
Höhepunkt dieser Entwicklung war die französische Normandie, die ab 1935 sowohl mit ihrer Größe (zum ersten Mal mehr als 300 m Länge; mehr als 80.000 BRT) als auch mit ihrer außergewöhnlich großzügigen Innenausstattung für Furore sorgte. Als Antwort darauf vollendete die britische Cunard Line Mitte bzw. Ende der 1930er Jahre die Queen Mary und die Queen Elizabeth, die zwar ähnliche Größen erreichten, aber ein deutlich konservativeres Design aufwiesen. Der Ausbruch des Zweiten Weltkriegs 1939 beendete dann diese Ära der Transatlantikliner, bevor noch größere Schiffe gebaut werden konnten.

### Renaissance der 1950er und Niedergang in den 1960er Jahren

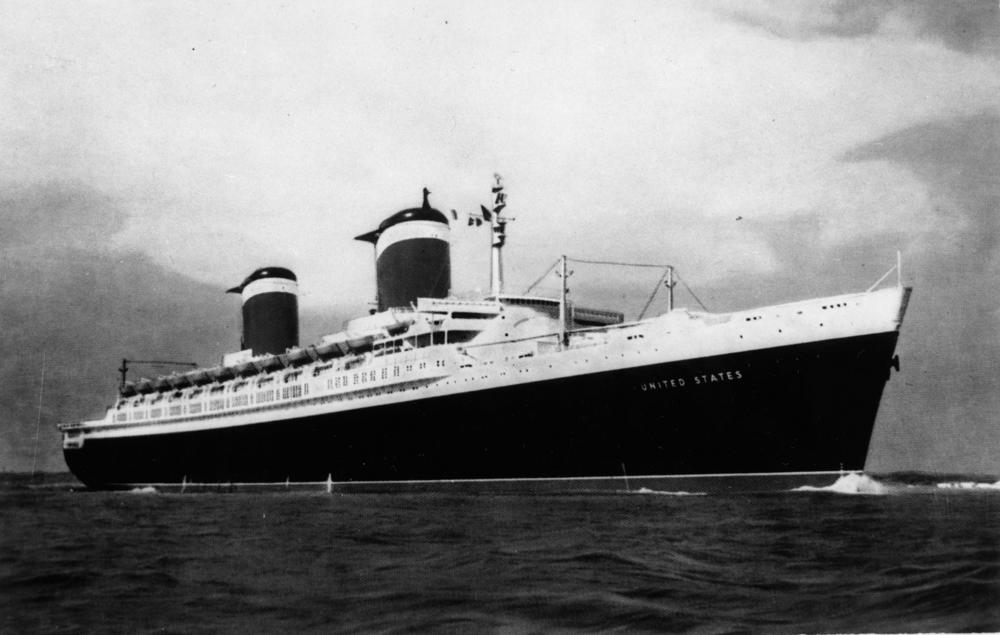
Die United States, der schnellste Passagierdampfer aller Zeiten

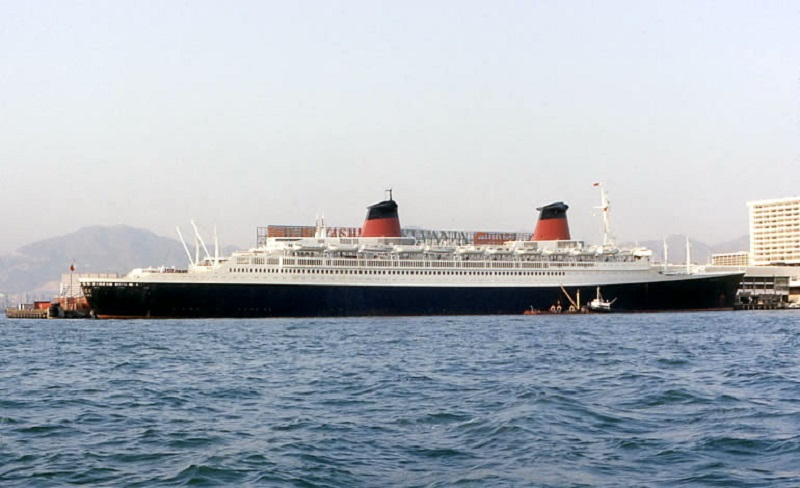
Die France. Mit 315 m Länge war sie von 1962 bis 2003 das längste je gebaute Passagierschiff.

Nach dem Zweiten Weltkrieg erholte sich die Linienschifffahrt auf dem Nordatlantik ein letztes Mal: Zu den beiden Cunard-Schiffen, die kurz „die Queens“ genannt wurden, gesellten sich noch die spektakuläre US-amerikanische United States, das bis heute schnellste Passagierschiff aller Zeiten, und die französische France, hinzu kamen Liner aus Deutschland, Schweden und den Niederlanden. Auch in Italien wurden noch bis Mitte der 1960er Jahre elegante und luxuriöse Transatlantikdampfer wie die Michelangelo und die Raffaello in Dienst gestellt. Trotz aller technischer Leistungsfähigkeit konnten sich diese Schiffe letztlich nicht gegen den zunehmenden Linienflugverkehr durchsetzen, der statt der rund vier Tage, die eine Überfahrt dauerte, nur wenige Stunden von Europa nach Amerika benötigte. Ende der 1960er Jahre ging dann der Linienverkehr der Atlantikliner immer mehr zurück, bis er Mitte der 1970er Jahre eingestellt wurde; lediglich die Stefan Batory (bis 1987) und die Queen Elizabeth 2 (bis 2004) verkehrten weiterhin auf der Nordatlantikroute.

### Verbleib der Schiffe und heutige Situation

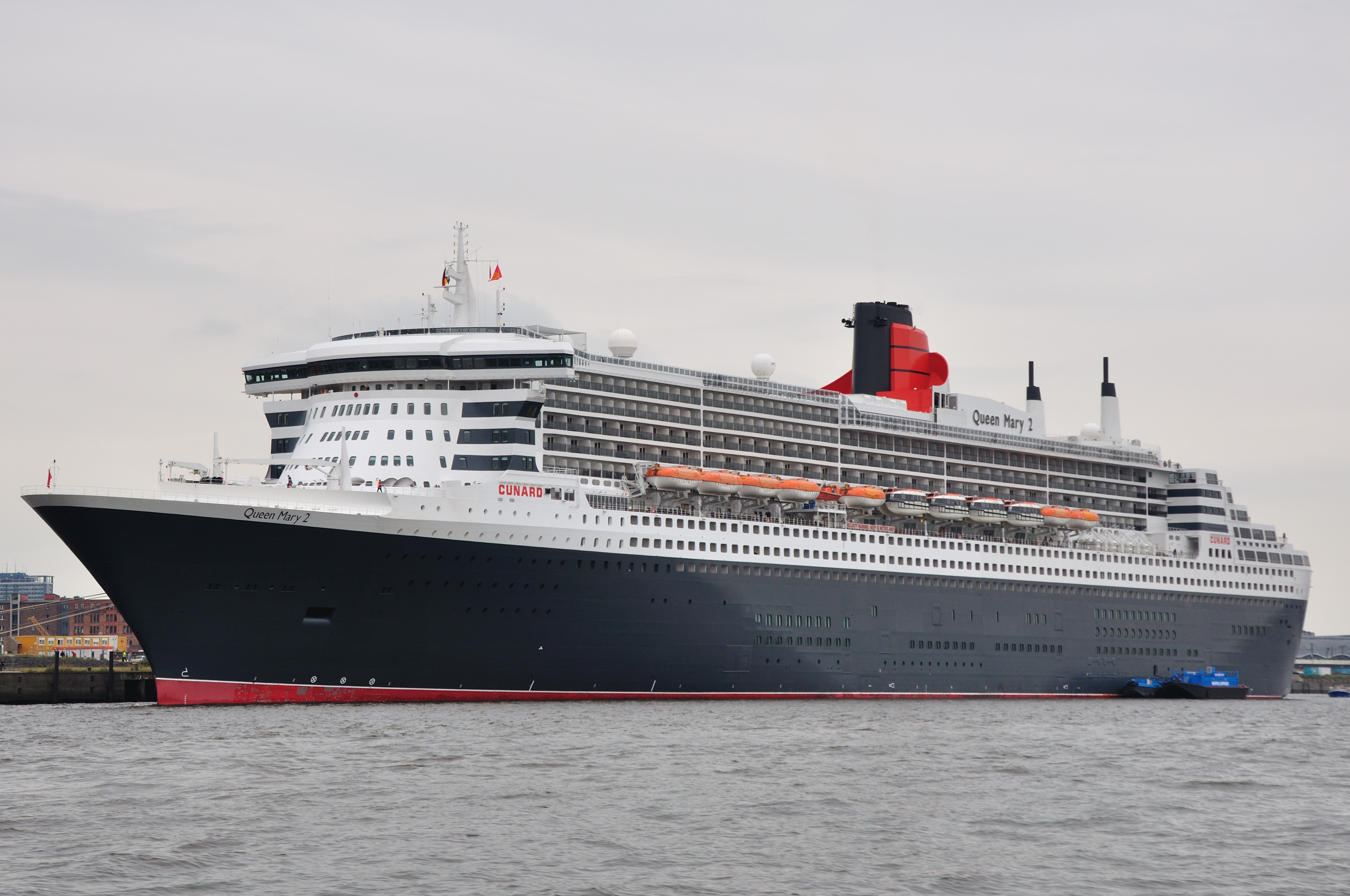
Die Queen Mary 2

Zahlreiche aus dem Liniendienst ausgeschiedene Liner wurden in den 1970er Jahren zu Kreuzfahrtschiffen umfunktioniert und teilweise noch bis Mitte der 2000er Jahre eingesetzt. Mit dem vermehrten Aufkommen moderner und immer größerer Kreuzfahrtschiffe und den damit einhergehenden, sich verändernden Komfortansprüchen der Passagiere wurden die ehemaligen Transatlantikliner jedoch mehr und mehr verdrängt. Viele der Schiffe wurden letztlich ausgemustert, weil sie durch ihren veralteten Dampfturbinenantrieb nicht mehr wirtschaftlich zu betreiben waren oder weil die Maschinen nach jahrzehntelangem Betrieb immer reparaturanfälliger wurden. Andere wurden aus dem Verkehr gezogen, weil sie die verschärften Sicherheitsvorschriften für SOLAS 2010 nicht erfüllten und die Reedereien teure Umbaumaßnahmen scheuten. Hohe Stahlpreise trugen ebenfalls dazu bei, dass vor allem in den 2000er Jahren der größte Teil der verbliebenen früheren Linienschiffe auf den Abwrackwerften endete. Heute existieren weltweit nur noch vier originale historische Transatlantikliner: Die Great Britain, die Queen Mary, die Rotterdam und die Queen Elizabeth 2, die als Museumsschiffe beziehungsweise schwimmende Hotels erhalten sind. Alle anderen Schiffe sind inzwischen – sofern nicht durch Schiffsunglücke verloren gegangen – verschrottet worden. Das einzige heutige Schiff, das im Transatlantikdienst unterwegs ist, ist die 2004 in Dienst gestellte Queen Mary 2 der traditionsreichen britischen Reederei Cunard. Die Queen Mary 2 wurde von ihrer Konstruktion her besonders für die rauen Bedingungen des Nordatlantiks ausgelegt und die von ihr regelmäßig betriebenen Atlantiküberfahrten werden von der Reederei explizit nicht als Kreuzfahrten, sondern als fahrplangemäße Linienfahrten bezeichnet.
Die schiffstechnische Entwicklung, die die Transatlantikliner durchlaufen hatten, war enorm: Erst 1996 wurde der Rauminhalt der Queen Elizabeth übertroffen, der Längenrekord der France sogar erst 2003.

## Sonstiges
- Das Blaue Band, die imaginäre Auszeichnung für das jeweils schnellste Schiff auf der Nordatlantikroute, war eine überaus prestigeträchtige Werbung für die Reedereien, die daher ständig nach hoher Reisegeschwindigkeit ihrer Schiffe strebten. Besonders bemerkenswert ist dabei die 1907 fertiggestellte Mauretania, die ihren Rekord bis 1929 – der Jungfernfahrt der neuen Bremen – halten konnte. Die letzte Trägerin des Blauen Bandes ist die United States, die mit über 38 Knoten Maximalgeschwindigkeit und mehr als 240.000 PS Maschinenleistung das schnellste je gebaute Passagierschiff ist.
- Insbesondere in der Ersten Klasse erreichten die großen Transatlantikliner spätestens ab etwa 1900 ein enormes Maß an Luxus, der sich mit den besten Grand Hotels an Land messen konnte. Annehmlichkeiten, die zur damaligen Zeit an Land noch etwas Außergewöhnliches waren (wie Fahrstühle), gehörten auf den großen Dampfern zu den Selbstverständlichkeiten. Suiten mit mehreren hundert Quadratmetern Wohnfläche und gewaltige Räume, die sich über mehrere Decks Höhe erstreckten, gehörten ebenso bald zum Standard. Diese Pracht der Ausstattung trug wesentlich zum Prestige und zum Bekanntheitsgrad der Transatlantikliner bei.
- Alle anderen zurzeit fahrenden großen Passagierschiffe sind im eigentlichen Sinne Kreuzfahrtschiffe, die also keinem regelmäßigen Fahrplan folgen, auch wenn sie gelegentlich den Atlantik überqueren.
- Die klassische Farbgebung der Atlantikliner (schwarzer Rumpf und weiße Aufbauten) hatte einen pragmatischen Hintergrund: Bis zum Ersten Weltkrieg wurden nahezu alle Schiffe dieser Route mit Kohlen befeuert, die in Bunkern an den Seiten des Rumpfes gelagert waren. Die Öffnungen, durch die diese befüllt wurden, lagen knapp über der Wasserlinie. Beim Einschütten der Kohle lagerte sich dabei im ganzen Bereich dieser Öffnungen Kohlenstaub ab. Die schwarze Farbgebung sollte diese Staubspuren weniger deutlich hervortreten lassen und blieb auch nach der Zeit der kohlegetriebenen Schiffe erhalten. Die schwarze Rumpffarbe blieb noch jahrzehntelang vorherrschend; erst nach dem Zweiten Weltkrieg wurden vereinzelt Schiffe mit weißem oder grauem Rumpf versehen.

## Bekannte Transatlantikliner
- Kronprinz Wilhelm
- Lusitania (1915 durch deutsches U-Boot versenkt)
- Mauretania
- France (1934 in Dünkirchen verschrottet)
- Olympic (1935 verschrottet)
- Titanic (gesunken 1912)
- die Schiffe der Imperator-Klasse
- Europa
- Bremen
- Normandie (1942 in New York ausgebrannt)
- Queen Mary (Hotel- und Museumsschiff in Long Beach)
- Queen Elizabeth (1972 vor Hongkong ausgebrannt)
- America (das Wrack lag lange Zeit vor Fuerteventura und wurde bald zur Touristenattraktion)
- United States (fuhr 1952–1969; trägt seither das Blaue Band; liegt in den USA auf)
- Rotterdam (Hotel- und Museumsschiff in Rotterdam)
- France, 2008 verschrottet.
- Stefan Batory (2000 verschrottet)
- Queen Elizabeth 2 (Hotel in Dubai)
- Queen Mary 2 (nur zeitweise im Transatlantikdienst, letzter Transatlantikliner)

## Film
- Mathias Haentjes, Regie: Ozeanriesen – Goldene Jahre. Dokumentation über die Epoche der Atlantik-Liner, Deutschland, 2019, Radio Bremen, 52 Min. (Bild- und Filmmaterial zur Titanic, Britannic (Wrack), aus Cherbourg vom Gare Maritime, aus den Hapag-Hallen in Cuxhaven, zur Queen Mary 2, Normandie, United States – Philadelphia, Astoria – dem ältesten fahrenden Pass.schiff dieser Kategorie. Informationen des Senders arte, abgerufen am 27. Feb. 2020)